# طومارهای داوز
طومارهای داوز (Dawes Rolls) (یا طومار نهایی شهروندان و آزادشدگان پنج قبیله متمدن یا کمیسیون طومار نهایی داوز) توسط کمیسیون داوز ایالات متحده ایجاد گردید. این کمیسیون در سال ۱۸۹۳ میلادی توسط کنگره ایالات متحده مجاز شد، تا «مصوبه تخصیص عمومی سال ۱۸۸۷»‏ را اجرا کند.
به‌طور سنتی، زمین در این جوامع قبیله‌ای به‌صورت اشتراکی مورد استفاده قرار می‌گرفت. با ایجاد کمیسیون داوز، حکم توسط عوامل استعماری به تقسیم زمین به قطعات و ایجاد یک سیستم مالکیت فردی مطابق با قوانین ایالات متحده، نادیده گرفتن معاهده و قوانین قبیله‌ای منطقه صادر شد. به‌منظور تخصیص زمین‌های اشتراکی، شهروندان پنج قبیله متمدن (چروکی، چیکاسو، چاکتا، کریک و سمینول) باید توسط دولت ایالات متحده سرشماری و ثبت می‌شدند. این شمارش‌ها همچنین شامل آزادگان–برده‌های سابق آفریقایی-آمریکایی که پس از جنگ داخلی آمریکا آزاد شده بودند و فرزندان آن‌ها می‌شد. از این طومار برای تخصیص سهم به رئیس خانواده و ارائه تقسیم عادلانه تمام پول‌های به‌دست آمده از فروش زمین‌های مازاد استفاده می‌شد. این طومار به نام طومارهای داوز شناخته شدند. وقتی خبر پخش شد که مردم می‌توانند زمین بگیرند، بسیاری از افراد غیر بومی در دفاتر ظاهر شدند و ادعای کاذب بومی بودن را کردند. اکثر این مدعیان دروغین ادعا کردند که چروکی هستند. افسانه‌های خانوادگی هنوز هم در مورد «پنهان شدن در تپه‌ها» یا «رد شدن از طومارها» یا «امتناع از ثبت نام» در زمانی که دلیل ثبت نام نشدن آن‌ها این است که متقاضیان بومی آمریکایی نبودند، وجود دارد.

## سرشماری و ثبت نام
کمیسیون داوز برای به دست آوردن لیست عضویت به سراغ قبایل منفرد رفت، اما برای به دست آوردن چیزی نزدیک به شمارش دقیق، تلاش‌های زیادی انجام شد. در سال ۱۸۹۸ میلادی، کنگره قانون کورتیس را تصویب کرد، که بیان می‌کرد یک طومار جدید گرفته شده و جایگزین همه طومارهای قبلی گردد. مشکلات در شمارش جمعیت شامل مهاجرت‌های اجباری آن دوره و همچنین جنگ داخلی آمریکا بود. علاوه بر این، مسؤلین سرشماری افراد غیربومی ایده کوانتوم خون را معرفی کردند، مفهومی که قبلاً برای جوامع قبیلهٔ بیگانه بود. کسانی که این درصد اصل و نسب را ثبت می‌کردند، تخمینی را براساس ظاهر فیزیکی و در صورت حضور فرد بر اساس نظر شخصی خود، می‌نوشتند.
شهروندان قبیله‌ای تحت طبقه‌های مختلفی فهرست می‌شدند:
- شهروندان بر اساس خون
  - شهروندان تازه متولد بر اساس خون
  - شهروندان کوچک بر اساس خون
- شهروندان بر اساس ازدواج
- آزادشدگان (افرادی که قبلاً توسط آمریکایی‌های بومی برده شده بودند یا قبیلهٔ چروکی آن‌ها را پذیرفته بود)
  - آزادشدگان نوتولد
  - آزادشدگان کوچک
- سرخ‌پوستان دلاوار (آن‌های‌که توسط قبیله چروکی پذیرفته شده بودند به عنوان یک گروه جداگانه در درون چروکی ثبت گردیدند)

بیش از ۲۵۰۰۰۰ نفر برای عضویت درخواست دادند و کمیسیون داوز تنها بیش از ۱۰۰۰۰۰ نفر را ثبت نام نمود. اکثر آن‌ها رد شدند چون غیربومیانی بودند که خواستار زمین بودند. اما نتوانستند هیچ ارتباطی را با جامعه بومی موجود ثابت کنند، مانند نام‌بردن از خویشاوندان زنده یا صحبت به زبان بومی. کمیسیون که با مدعی‌های احتمالی بیش از حد مواجه گردید، مجبور شد، دستورالعمل‌هایی را وضع کند:
این ادعای غیروجدانی مبنی بر این‌که یک سفیدپوست که یک‌بار از طریق ازدواج با یک سرخ‌پوست در قبیله پذیرفته می‌شود، می‌تواند به هر سفیدپوستی که بعداً با او ازدواج کند. به نوادگان سفیدپوست او تابعیت دهد، رد شد. همچنین انبوهی از شواهد تهوع‌آور را کشف کرده و تعداد زیادی از ادعاها را به این دلیل که از طریق شهادت دروغ و جعل ارائه شده بود رد کرد.
قانون کنگره در ۲۶ آوریل ۱۹۰۶، طومارها را در ۵ مارس ۱۹۰۷ بست. ۳۱۲ تن دیگر بر اساس قانون مصوب ۱ اوت ۱۹۱۴ ثبت نام گردیدند.
در حالی‌که برخی در ابتدا از نام‌گذاری خودداری کردند، تقریباً همه آن‌ها بعداً دستگیر و بر خلاف میل شان ثبت نام گردیدند. ثبت نام موضوع «انتخاب» نبود. امتناع از سرشماری و حتی فرار، به معنای صدور حکم برای دست‌گیری فرد بود. آن‌ها بعداً در روند ثبت نام به‌زور، مورد رفتار خشن قرار گرفته و به‌زور زندانی می‌شدند. هنوز هم به دلیل بی‌اعتمادی قابل درک به دولت، کسانی بودند که سعی کردند از سرشماری سر باز زنند. از جمله افرادی که مقاومت کردند، ماسکوگی چیتو هارجو (مار دیوانه) و چروکی ردبرد اسمیت بودند. اما هرجو و اسمیت در نهایت مجبور به ثبت نام گردیدند. به گفته استاد چروکی، استیف راسل، برخی از بومی‌ها پنهان شده در تپه‌های کوکسون هرگز ثبت نام نکردند، اما برخی از آن‌ها بعداً دست‌گیر و به‌زور ثبت نام شدند، در حالی که برخی دیگر از سوی افراد جامعه شان ثبت نام گردیدند. علاوه بر این، همه افراد در فهرست سرشماری ۱۸۹۶ میلادی بدون اطلاع‌رسانی به طرف‌های ذیدخل ثبت نام شدند. تنها انتخاب واقعی برای اجتناب از سرشماری به‌طور کامل به معنای ترک کامل جامعه بود. از آن‌زمان به بعد، قبایل به عنوان بخشی از فرایند استحقاق عضویت، به طومارهای داوز اتکا کردند و از آن‌ها به‌عنوان سوابق شهروندان در یک زمان خاص استفاده نمودند و از اعضای جدید می‌خواهند که نسب مستقیم شان را از یک شخص یا افراد این طومار ثابت کنند. دادگاه‌ها این قانون را تأیید کرده‌اند، حتی زمانی که ثابت شده‌است که برادر یا خواهر اجدادی در طومار ذکر شده‌است. اما خود جد مستقیم نیست.
موضوع دیگری که در طومارهای داوز وجود دارد افرادی هستند که به آن‌ها «سرخ‌پوستان پنج دالری» می‌گویند. برخی از سفیدپوستان به‌منظور دریافت زمین‌های اختصاصی به مقامات دولتی رشوه می‌دادند، اما این امر به آن اندازه که برخی تصور می‌کردند گسترده نبود.
گرگوری اسمیترز، دانشیار تاریخ در دانشگاه مشترک المنافع ویرجینیا، اظهار داشت: «این‌ها مردان سفیدپوست فرصت طلبی بودند که می‌خواستند به زمین یا جیره غذایی دسترسی داشته باشند… این‌ها افرادی بودند که از سوء استفاده از کمیسیون داوز-ماموران دولتی خوشحال بودند، برای ۵ دلار، حاضر بودند چشم خود را بر اختلاس و فساد ببندند». برای اقلیت کوچکی که این امر را مدیریت کردند، این ثبت نام تقلبی ممکن است برای سفیدپوستان مزایای بالقوه‌ای برای خود و فرزندان‌شان به هم‌راه داشته باشد، اما همچنین می‌تواند آن‌ها را در معرض حذف، جابه‌جایی یا حبس بیشتر قرار دهد. همچنین در طول این مدت، گسترش زمین‌ها و راه‌های دیگری برای سفیدپوستان برای گرفتن زمین وجود داشت. اکثر سفیدپوستان در طومارهای داوز به دلیل ازدواج با یکی از اعضای قبیله و داشتن فرزندان سرخ‌پوست شامل افراد طومارهای داوز گردیدند.
طومارهای داوز اگرچه ناقص پنداشته می‌شود، هنوز هم برای فرایند شهروندی کشورهای که آن‌ها را در قوانین خود لحاظ می‌کنند، ضروری است. دولت فدرال از آن‌ها برای تعیین وضعیت کوانتومی خون افراد برای گواهی درجه خون سرخ‌پوستان استفاده می‌کند.

## ارجاعات
1. ↑  "Our Documents - Dawes Act (1887)". www.ourdocuments.gov.
2. 1 2 3 4 5 6  Angie Debo, And Still the Waters Run: The Betrayal of the Five Civilized Tribes (Princeton: Princeton University Press, 1940; new edition, Norman: University of Oklahoma Press, 1984), p.39 ISBN 0-691-04615-8.
3. ↑  Cornsilk, David (10 July 2015). "An Open Letter to Defenders of Andrea Smith: Clearing Up Misconceptions about Cherokee Identification". IndianCountryToday.com (به انگلیسی). Archived from the original on 2015-07-15. Retrieved 29 May 2019.
4. 1 2 3 4 5  Daniel F. Littlefield; James W. Parins (2011). Encyclopedia of American Indian Removal, Volume 1. ABC-CLIO. Note: The fact many tried to understandably avoid this, plus the fact that there were multiple waves of departure on the Trail of Tears, each less and less "voluntary", has led to the myth that "enrollment" was somehow optional. If they refused, warrants were issued and people were hunted down by soldiers. They had to sign up or face criminal charges.
5. 1 2 3 4 5  Celia E. Naylor (2009). African Cherokees in Indian Territory: From Chattel to Citizens. University of North Carolina Press. ISBN 978-0-8078-7754-8. Retrieved 2018-10-07.
6. 1 2 3  Kent Carter (2009). The Dawes Commission and the Allotment of the Five Civilized Tribes, 1893-1914. Ancestry Publishing. ISBN 978-0-916489-85-4. Retrieved 2018-10-07.
7. ↑  Kimberly Tallbear (2003). "DNA, Blood, and Racializing the Tribe". Wicazo Sa Review. University of Minnesota Press. 18 (1): 81–107. doi:10.1353/wic.2003.0008. JSTOR 140943.
8. 1 2 3  Christopher D. Haveman (2016). Rivers of Sand: Creek Indian Emigration, Forced Relocation, and Ethnic Cleansing in the American South. University of Nebraska Press.
9. ↑  Russell (2002) p72
10. ↑  "Redbird Smith بایگانی‌شده  در ۲۸ ژانویه ۲۰۱۹ توسط Wayback Machine" at the Cherokee Nation website.
11. ↑  "Tribal Citizenship". Cherokee Nation. Archived from the original on 16 November 2019. Retrieved 2017-09-24.
12. 1 2  Landry, Alysa (27 March 2017). "Paying to Play Indian: The Dawes Rolls and the Legacy of $5 Indians". IndianCountryToday.com (به انگلیسی). Retrieved 23 May 2019.